# 马里奥·盖拉
马里奥·盖拉（義大利語：Mario Ghella，1929年6月23日—），意大利男子自行车运动员。他曾代表意大利参加1948年夏季奥林匹克运动会自行车比赛，获得男子个人竞速赛金牌。